# یواس‌اس گدزدن (ای‌کی-۱۸۲)
یواس‌اس گدزدن (ای‌کی-۱۸۲) (به انگلیسی: USS Gadsden (AK-182)) یک کشتی بود که طول آن 388' 8" بود. این کشتی در سال ۱۹۴۴ ساخته شد.